# Sisyra indica
Sisyra indica là một loài côn trùng trong họ Sisyridae thuộc bộ Neuroptera. Loài này được Needham miêu tả năm 1909.